# Serrat del Víctor

El Serrat del Víctor, respecte del terme d'Abella de la Conca

El Serrat del Víctor és un serrat del terme municipal d'Abella de la Conca, a la comarca del Pallars Jussà.
Està situat al nord de Casa Toà i a ponent de Casa Víctor. És un contrafort del sector occidental de la Serra de Carreu, que en davalla cap al sud-est.

## Etimologia
Es tracta d'un topònim romànic modern, de caràcter descriptiu: és el serrat que pren el nom del propietari del sector i de la casa propera, Casa Víctor.